# Leon Kruczkowski
Leon Kruczkowski (Krakkó, 1900. június 28. – Varsó, 1962. augusztus 1.) lengyel író, publicista és közéleti személyiség volt. Könyveket és drámákat írt, és kiemelkedő szerepet játszott a második világháború utáni lengyel színházi életben. Legismertebb műve az 1949-ben írt Niemcy („A németek”) című drámája.
Kruczkowski a második világháború előtt baloldali aktivista volt, a háborút német hadifogolytáborokban töltötte. A háború után aktívan részt vett a kommunisták által irányított Lengyelország politikájában. 1945-1948-ban kulturális és művészeti miniszterhelyettes, 1947 és 1962 között a lengyel parlament (Szejm) tagja, 1957-től pedig a lengyel államtanács tagja volt. Jelentős befolyása volt a korszak lengyel kultúrpolitikájára.

## Élete
Kruczkowski 1900. június 28-án született Krakkóban. Miközben a krakkói Felsőfokú Ipari Iskolában kémia-technika szakon végezte felsőfokú tanulmányait, 1918 és 1919 körül publikálta első verseit. A Dąbrowa-medencébe költözött 1926-ban. 1928-ban jelent meg első verseskötete, a Młoty nad światem („Kalapácsok a világ felett”), 1932-ben pedig első regénye, „paraszti válasz Juliusz Słowacki Kordianjára”, Kordian i cham („Kordian és a búr”) címmel.
1933-ban Kruczkowski főállású író lett, visszaköltözött Krakkóba, és 1935-ben megírta első színdarabját Bohater naszych czasów („Korunk hőse”) címmel. A darabot három évvel később Przygoda z Vaterlandem („Kalandozás Vaterlanddal”) címmel írták újra, mindkét változat a nácizmus erős kritikájáról nevezetes. Emellett baloldali folyóiratokban és újságokban megjelent esszéket és politikai brosúrákat írt: Człowiek i powszedność („Az ember és a mindennapi valóság”, 1936), W klimacie dyktatury („A diktatúra légkörében”, 1938), Dlaczego jestem socjalistą? („Miért vagyok szocialista?”, 1938). Még két regényt írt: Pawie pióra („Pávatoll”, 1935) és Sidła („Csapda”, 1937).

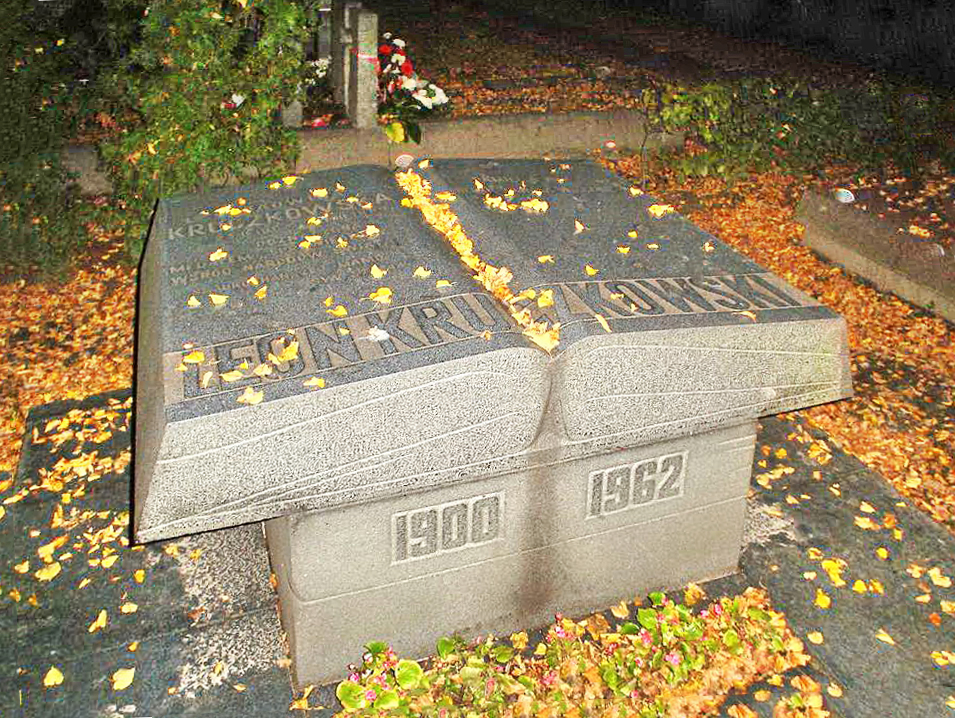
Kruczkowski sírköve

A náci Németország lengyelországi inváziója után, amelyben Kruczkowski a lengyel hadseregben harcolt tisztként, letartóztatták, és a háborút hadifogolytáborban töltötte. A táborban oktatási és kulturális tevékenységeknek szentelte magát, színházat szervezett. Két regénye, amelyeket nem fejezett be az invázió előtt, a második világháború alatt elveszett. A háború után folytatta irodalmi pályafutását, elsősorban drámaíróként. 1948-as Odwety („Megtorlások”) című műve jó fogadtatásban részesült, de nemzetközi elismerést 1949-es Niemcy („A németek”) című drámája hozott számára, amely Németországnak a második világháborúért viselt erkölcsi felelősségéről szólt. A művet 14 nyelvre fordították le.
A háború utáni Lengyel Népköztársaságban Kruczkowski 1945-1948-ban a Kulturális és Művészeti Minisztérium államtitkár-helyettese, 1949-1956-ban pedig a Lengyel Írószövetség Főtanácsának elnöke volt. Emellett 1945-1947 között az Állami Nemzeti Tanács tagja, 1947-1962 között a Szejm képviselője, 1957-től pedig a Lengyel Államtanács tagja volt.

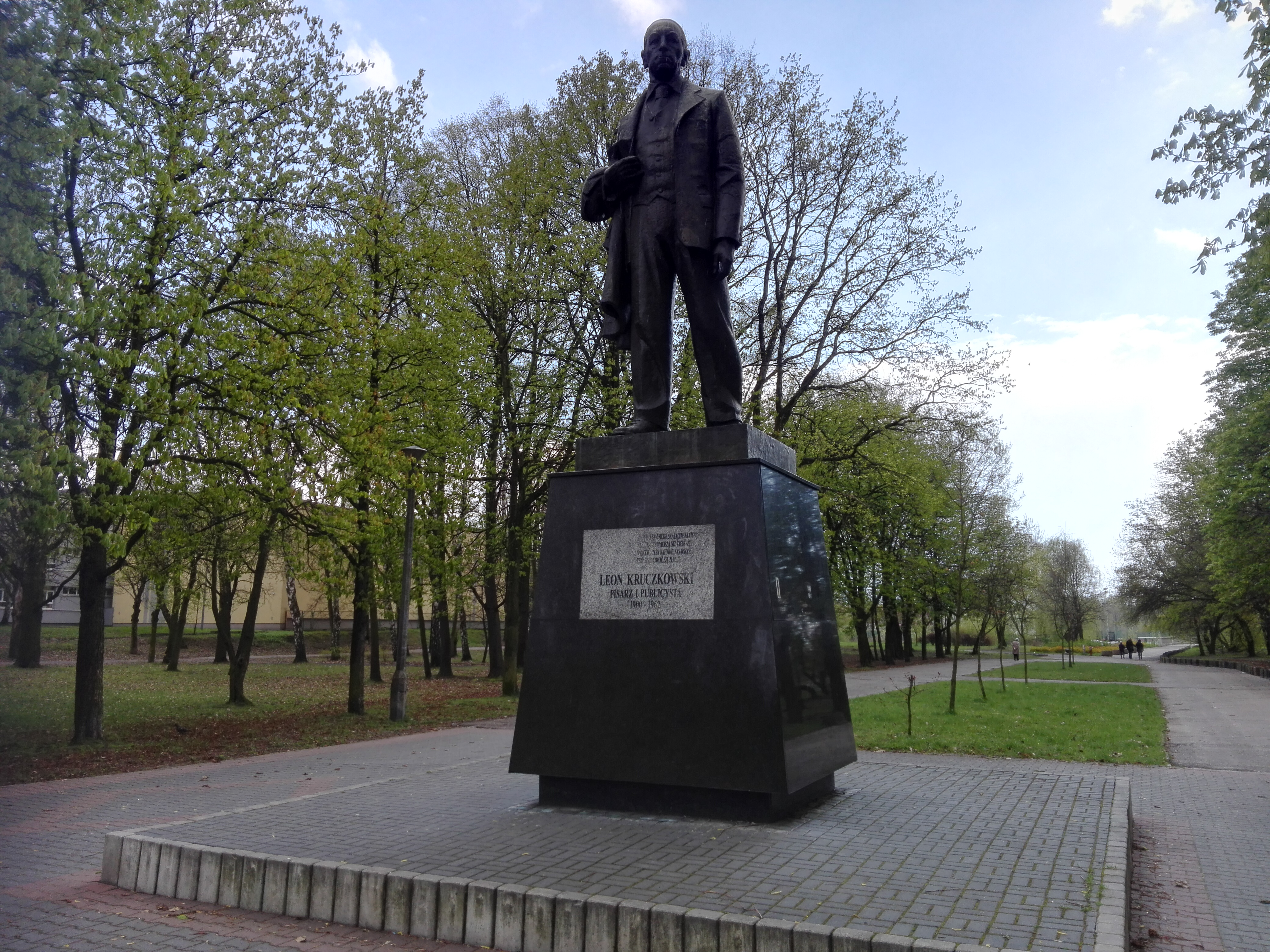
Leon Kruczkowski emlékműve az egykori Kruczkowski parkban Sosnowiecben

Aktív és hangos támogatója volt az új lengyelországi kommunista rendnek, részt vett a kultúra politizálásában és a szocialista realizmus stílusának és doktrínájának bevezetésében. A jelentős irodalmárként elismert Kruczkowski nagy hatást gyakorolt a háború utáni Lengyelország kultúrpolitikájára is.

## Művei
- Młoty nad światem ('Kalapácsok a világ fölött', 1928), költészeti antológia
- Kordian i cham (1932), regény, színházi adaptáció 1935-ben
- Pawie pióra ('Pávatollak', 1935), regény
- Bohater naszych czasów ('Korunk hőse', 1935), dráma, átírva mint Przygoda z Vaterlandem ('Kalandozás Vaterlanddal', 1938)
- Sidła ('A csapda', 1937), regény
- Odwety ('Megtorlás', 1948), dráma
- Niemcy ('Németek', 1949), dráma
- Juliusz i Ethel ('Julius és Ethel', 1954), dráma
- Odwiedziny ('A látogatás', 1955), dráma
- Pierwszy dzień wolności ('A szabadság első napja', 1959), dráma
- Śmierć gubernatora ('A kormányzó halála', 1961), dráma
- Szkice z piekła uczciwych ('Vázlatok a becsületesek poklából', 1963), novellagyűjtemény

### Magyarul megjelent
- Úr és paraszt (Kordian i cham) – Szépirodalmi, Budapest, 1951 · Fordította: Mészáros István
- A szabadság első napja (Pierwszy dzień wolności) – Európa, Budapest, 1981 · Fordította: Kerényi Grácia · ISBN 9630723085

## Fordítás
- Ez a szócikk részben vagy egészben  a   Leon Kruczkowski című angol Wikipédia-szócikk fordításán alapul.  Az eredeti cikk szerkesztőit annak laptörténete sorolja fel. Ez a jelzés csupán a megfogalmazás eredetét és a szerzői jogokat jelzi, nem szolgál a cikkben szereplő információk forrásmegjelöléseként.